# Arminia Bielefeld/Saison 1953/54
Dieser Artikel beschreibt den Verlauf der Saison 1953/54 von Arminia Bielefeld. Arminia Bielefeld trat in der Saison in der seinerzeit zweitklassigen II. Division West an und wurde Letzter. Im Westdeutschen Pokal erreichte die Mannschaft die erste Runde. Für den DFB-Pokal konnte sich die Arminia nicht qualifizieren. Trainiert wurde die Mannschaft von Klaus Donndorf.

## Personalien

### Kader
Die Spieler werden in alphabetischer Reihenfolge genannt. Sofern bekannt wird die Position genannt. Die Zahlen in Klammern nennen die Anzahl der Einsätze und Tore in der II. Division West. Daten über Einsätze und Tore im Westdeutschen Pokal liegen nicht vor.
| Name               | Position | Spiele / Tore |
| ------------------ | -------- | ------------- |
| Horst Bär          |          | 4 / 1         |
| Manfred Bär        |          | 13 / 3        |
| Horst Dumke        |          | 24 / 1        |
| Heinz Ebke         | Torwart  | 16 / 0        |
| Walter Franke      |          | 17 / 0        |
| Karl-Heinz Hellwig | Sturm    | 25 / 8        |
| Günter Köhne       |          | 26 / 6        |
| Herbert Kordfunke  | Sturm    | 21 / 2        |
| Walter Marx        |          | 3 / 0         |
| Wilfried Meier     |          | 19 / 3        |
| Willi Nolting      |          | 10 / 0        |
| Josef Pernutz      |          | 27 / 0        |
| Helmut Rienermann  |          | 28 / 6        |
| Werner Schierhorn  |          | 10 / 0        |
| Günther Stolte     |          | 16 / 0        |
| Hermann Wollhöwer  | Torwart  | 14 / 0        |
| Kurt Zentner       |          | 29 / 0        |

## Saison
Alle Ergebnisse aus Sicht von Arminia Bielefeld. Grün unterlegte Ergebnisse kennzeichnen einen Sieg, rot unterlegte eine Niederlage und gelb unterlegte ein Unentschieden.

### II. Division West
| Runde | Datum               | Gegner                  | Ort      | Ergebnis |
| ----- | ------------------- | ----------------------- | -------- | -------- |
| 1     | 9. August 1953      | VfB Bottrop             | Auswärts | 0:4      |
| 2     | 23. August 1953     | Duisburger SpV          | Heim     | 1:1      |
| 3     | 30. August 1953     | Hamborn 07              | Auswärts | 2:2      |
| 4     | 6. September 1953   | Rhenania Würselen       | Heim     | 1:0      |
| 5     | 13. September 1953  | SG Wattenscheid 09      | Auswärts | 0:4      |
| 6     | 20. September 1953  | SpVgg Erkenschwick      | Heim     | 2:0      |
| 7     | 27. September 1953  | Union Krefeld           | Auswärts | 1:3      |
| 8     | 4. Oktober 1953     | TSG Vohwinkel           | Heim     | 2:1      |
| 9     | 18. Oktober 1953    | SG Düren 99             | Heim     | 4:0      |
| 10    | 25. Oktober 1953    | Westfalia Herne         | Auswärts | 2:6      |
| 11    | 1. November 1953    | Rot-Weiß Oberhausen     | Heim     | 0:2      |
| 12    | 22. November 1953 1 | Marathon Remscheid      | Auswärts | 1:1      |
| 13    | 15. November 1953   | SpVgg Herten            | Heim     | 1:0      |
| 14    | 29. November 1953   | SSV Wuppertal           | Auswärts | 1:2      |
| 15    | 13. Dezember 1953 2 | Sportfreunde Katernberg | Auswärts | 0:4      |
| 16    | 31. Januar 1954     | Union Krefeld           | Heim     | 0:1      |
| 17    | 7. Februar 1954     | TSG Vohwinkel           | Auswärts | 1:3      |
| 18    | 14. Februar 1954    | SG Düren 99             | Auswärts | 1:3      |
| 19    | 21. Februar 1954    | Westfalia Herne         | Heim     | 1:2      |
| 20    | 7. März 1954        | Rot-Weiß Oberhausen     | Auswärts | 0:1      |
| 21    | 14. März 1954       | Marathon Remscheid      | Heim     | 1:0      |
| 22    | 21. März 1954       | SpVgg Herten            | Auswärts | 0:6      |
| 23    | 4. April 1954       | SSV Wuppertal           | Heim     | 2:0      |
| 24    | 11. April 1954      | Sportfreunde Katernberg | Heim     | 3:2      |
| 25    | 18. April 1954      | VfB Bottrop             | Heim     | 1:1      |
| 26    | 2. Mai 1954         | Duisburger SpV          | Auswärts | 3:4      |
| 27    | 8. Mai 1954         | Hamborn 07              | Heim     | 3:3      |
| 28    | 16. Mai 1954        | Rhenania Würselen       | Auswärts | 0:2      |
| 29    | 23. Mai 1954        | SG Wattenscheid 09      | Heim     | 1:4      |
| 30    | 30. Mai 1954        | SpVgg Erkenschwick      | Auswärts | 2:2      |

### Westdeutscher Pokal
| Runde | Datum        | Gegner             | Ort      | Ergebnis  |
| ----- | ------------ | ------------------ | -------- | --------- |
| 1     | 6. Juni 1954 | SV Löhne-Obernbeck | Auswärts | 3:4 n. V. |

## Zuschauer
Arminia Bielefeld konnte bei den 15 Heimspielen insgesamt 63.300 Zuschauer begrüßen, was einem Schnitt von 4220 entsprach. Damit belegten die Bielefelder Platz acht in der Zuschauertabelle. 6500 Zuschauer kamen zum Heimspiel gegen den VfB Bottrop. Dagegen wollten nur 1500 Zuschauer das Spiel gegen Union Krefeld sehen.